# کیا وون
کیا وون (انگلیسی: Kia Vaughn؛ زادهٔ ۲۴ ژانویهٔ ۱۹۸۷) بازیکن بسکتبال اهل ایالات متحده آمریکا است.